# Scurdie Ness
Scurdie Ness är en udde i Storbritannien.   Den ligger i kommunen Angus och riksdelen Skottland, i den norra delen av landet, 600 km norr om huvudstaden London.
Terrängen inåt land är platt. Havet är nära Scurdie Ness åt sydost.  Närmaste större samhälle är Montrose, 1,0 km väster om Scurdie Ness. 